# Honeymoon Suite
Gli Honeymoon Suite sono un gruppo musicale hard rock/AOR canadese fondato nel 1981 a Niagara Falls, nell'Ontario.

## Storia del gruppo
La band fu fondata nel 1981 dal cantante e chitarrista Johnnie Dee, dal tastierista Brad Bent e dal batterista Mike Lengyell.
La svolta per la carriera della band avvenne con la firma di un contratto con la Warner Music Canada e la pubblicazione del singolo New Girl Now, stampato dopo la vittoria di un contest locale.
Dee reclutò Grehan, Ray Coburn alle tastiere al posto di Bent, Gary Lalonde al basso e Dave Betts al posto di Lengyell ala batteria, e con questa formazione pubblicò nel 1984 l'album d'esordio omonimo, campione di vendite in Canada. Inoltre, "New Girl Now" fu top-50 negli Stati Uniti.
Il seguente album, The Big Prize, ebbe stesso successo e piazzamento in Top 40 con "Feel It Again" in USA. Nel 1986, Ray Coburn lasciò la band, sostituito da Rob Preuss e nel 1987 Johnnie Dee fu investito a Los Angeles e costretto a una lunga convalescenza.
Nel 1988 uscì un nuovo album, Racing After Midnight, top 10 in Canada ma di scarso successo USA.
Nel 1989 Coburn tornò in formazione. Nel 1991 Lalonde e Betts lasciarono il gruppo, sostituiti da Steve Webster e Jorn Anderson.
Negli anni novanta la band continuò a fare tour, e solo nel 2002 pubblicò un nuovo disco, Lemon Tongue.
Nel 2007 la band annunciò il ritorno della formazione storica con Johnnie Dee, Derry Grehan, Ray Coburn, Gary Lalonde e Dave Betts, pubblicando l'album Clifton Hill in Europa sotto Frontiers Records nel 2008.
Nel 2009 Ray Coburn lasciò nuovamente il gruppo, sostituito nuovamente da Peter Nunn.

## Discografia

### Album

#### Album in studio
- Honeymoon Suite (1984) numero 38 CAN
- The Big Prize (1986) numero 6 CAN
- Racing After Midnight (1988) numero 8 CAN
- Monsters Under the Bed (1991)
- Lemon Tongue (2001)
- Dreamland (2002)
- Clifton Hill (2008)

#### Live
- 13 Live (1995)
- HMS Live at the Gods (2005)

#### Raccolte
- The Singles (1989) numero 45 CAN
- The Essentials - Honeymoon Suite (2005)
- Feel It Again: An Anthology (2006)

### Singoli
- "New Girl Now" (1984) numero 23 CAN, numero 57 US
- "Burning In Love" (1984) numero 75 CAN
- "Stay In the Light" (1985) numero 44 CAN
- "Wave Babies" (1985) numero 59 CAN
- "Feel It Again" (1986) numero 16 CAN, numero 34 US
- "What Does It Take" (1986) numero 28 CAN, numero 52 US
- "Bad Attitude" (1986)
- "All Along You Knew" (1986) numero 65 CAN
- "Lethal Weapon" (1987) numero 54 CAN
- "Love Changes Everything" (1988) numero 9 CAN, numero 91 US
- "Lookin' Out for Number One" (1988) numero 35 CAN
- "The Other Side of Midnight" (1988)
- "It's Over Now" (1988) numero 40 CAN
- "Cold Look" (1988)
- "Still Lovin' You" (1989)
- "Long Way" (1990)
- "Say You Don't Know Me" (1991)
- "The Road" (1992)
- "The Way I Do" (2002)
- "Gone" (2003)
- "Tired O' Waitin' on You" (2008)
- "Ordinary" (2009)